# CRRNJ Newark Bay Bridge
CRRNJ Newark Bay Bridge var en fyrspårig lyftbro över Newark Bay som byggdes av Central Railroad of New Jersey. Bron öppnades 1926 och ersatte en äldre dubbelspårig klaffbro som byggdes 1901. Bron anslöt Elizabeth och Bayonne i södra änden av Newark Bay. J.A.L. Waddell designade bron. Hela bron var 3,2 km lång och revs 1988. 